# Olympique Lillois
Olympique Lillois byl francouzský fotbalový klub z města Lille. Byl založen v roce 1902 a zanikl v roce 1944, když se sloučil s klubem SC Fives a vznikl nový klub Lille OSC.

## Získané trofeje

### Vyhrané domácí soutěže
- 1. francouzská liga ( 2× )

(1914, 1933)